# Les Fiancés - Le Ménage Sisley
Pour les articles homonymes, voir Les Fiancés (homonymie).
Les Fiancés (dit Le Ménage Sisley), est un tableau peint par Pierre-Auguste Renoir vers 1868. Le titre est inexact, car Alfred Sisley n'est probablement pas représenté avec son amie Eugénie Lescouezec mais avec Lise Tréhot, la petite amie et modèle de Renoir. L’œuvre fait partie de la collection du musée Wallraf-Richartz de Cologne.

## Contexte
Renoir et Sisley se sont connus probablement en 1864 à l'atelier de Charles Gleyre, leur professeur, et ils sont ensuite restés amis. Renoir a peint le portrait de Sisley à plusieurs reprises, probablement durant l'été 1868. Une lettre de Renoir à Frédéric Bazille en septembre 1869 fournit des renseignements importants sur l'identité de la femme au côté de Sisley. Il écrit : « J'ai exposé Lise et Sisley chez Carpentier. Je vais tâcher de lui coller pour une centaine de francs et ma femme blanche, je vais la mettre à l'hôtel des ventes, je la vendrai ce que je la vendrai, ça m'est égal »,. La peinture de Lise et Sisley fait probablement référence à des Fiancés, tandis que la femme blanche fait sans doute référence à Lise (Femme à l'ombrelle), un portrait présenté au salon en 1868, mais resté invendu.
Le fiancé est Sisley, qui à cette époque était un homme riche, impeccablement vêtu d'un costume noir sobre avec un pantalon gris, qui à côté de la splendeur de la robe en soie rouge rayé d'or de Lise s'individualise. Elle porte la boucle d'oreille qui a également été signalée dans Lise (Femme à l'ombrelle). Sisley propose à Lise son bras, qu'elle prend amoureusement. Cette pose est une impression quelque peu artificielle, ce qui est probablement dû au fait que la scène a été mise en scène par Renoir dans son atelier. La différence d'exposition entre le fond et le couple est une indication. Ce fond, un parc ou un jardin le soleil, est peint selon le style impressionniste, tandis que les deux modèles, fidèles à la tradition réaliste, sont soigneusement affichés.
Les Fiancés ressemble à En été, la Bohémienne, un autre portrait de Lise Tréhot que Renoir a peint pendant l'été 1868. Il montre le même contraste entre le premier plan et le fond, et le même schéma dans les vêtements à rayures.

## Influence
Picasso, qui admirait Renoir au point d'acheter un de ses tableaux, réalisa trois études au crayon Le Ménage Sisley s'inspirant directement du tableau.

## Origine
La localisation de la peinture dans les premières décennies après sa création est peu connue.
- 1906 : Le marchand d'art Bernheim-Jeune achète l'œuvre à Paris au marchand d'art allemand Paul Cassirer.
- 19 juin 1906 : vendu à Alexandre Berthier, 4e prince de Wagram, fils d'un membre de la famille de banquiers Rothschild à Paris pour 22 500 francs.
- 1912 : acquis pour 10 643 marks par le musée Wallraf-Richartz.

## Analyse
En 2021, le musée a effectué une radiographie qui a révélé qu'une peinture tout à fait différente se cache sous l'œuvre actuelle.

## Images

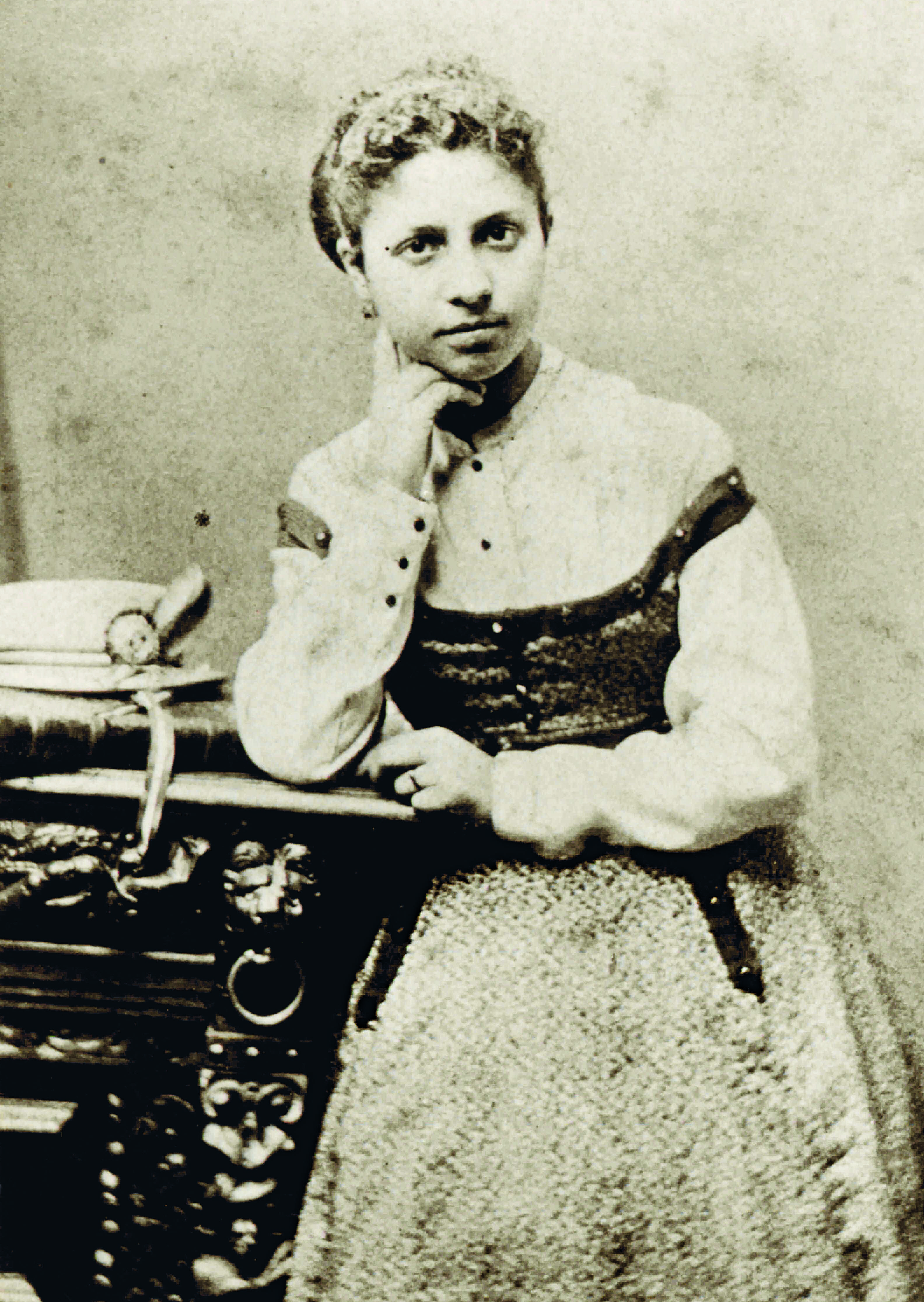
Lise Tréhot, photo de 1864
Lise (Femme à l'ombrelle) (1867)
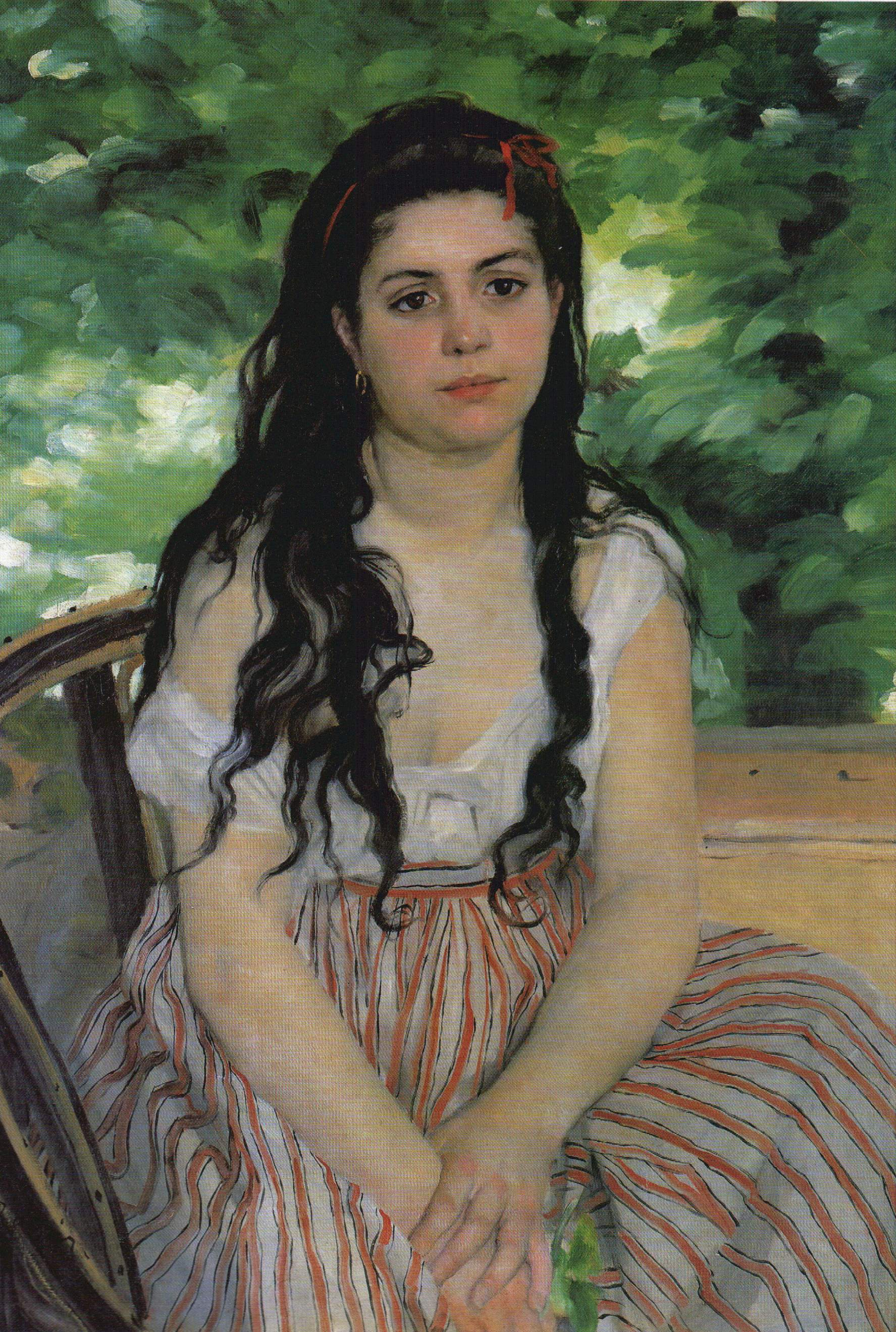
En été, la Bohémienne (1868)